# Medina de las Torres
Medina de las Torres – gmina w Hiszpanii, w prowincji Badajoz, w Estramadurze, o powierzchni 87,37 km². W 2011 roku gmina liczyła 1305 mieszkańców.